# Dungannon Castle
Dungannon Castle war eine Burg in der Stadt Dungannon im nordirischen County Tyrone.

## Geschichte

### Burg
Im Jahre 1305 ließ Domnall O’Neill die Burg an einer Stelle bauen, die heute Castle Hill genannt wird, einem der höchsten Punkte in der Gegend. Der Hügel dominiert die Umgebung und, je nach Wetter, kann man von dort aus sieben Grafschaften sehen. Im Laufe des 15. Jahrhunderts wurde dort ein Torhaus errichtet. Conn Mor O’Neill residierte dort 1483 und 1559 ließ Shane O’Neill die Burg niederbrennen, damit sie nicht von den englischen Streitkräften genutzt werden konnte. Die O'Donnells zerstörten die Burg 1590. Sie wurde außerdem 1594 und 1602 von Hugh O’Neill niedergebrannt, da die Streitkräfte der Krone unter Charles Blount, Lord Mountjoy, die gälischen Adligen gegen Ende des neunjährigen Krieges einschlossen. 1607 flohen 99 irische Häuptlinge und ihre Gefolgsleute, einschließlich Hugh O’Neill von Rathmullan aus auf das europäische Festland. Es folgte die Kolonisierung Nordirlands, Plantation of Ulster genannt. Die Stadt und ihre Burg wurden Sir Arthur Chichester, dem Architekten der Kolonisierung, zu Lehen gegeben. Sir Chichester ließ die Burg wieder aufbauen, aber 1641 wurde sie von Felim O’Neill of Kinard untergraben und eingenommen. 1690 wurde die Burg erneut geschleift.

### Herrenhaus
Das Anwesen wurde an Thomas Knox, 1. Earl of Ranfurly, verkauft, der darauf ein Herrenhaus errichten ließ. Davon sind heute nur noch zwei Turmruinen erhalten.

### 20. und 21. Jahrhundert
Die Lage des Anwesens führte schließlich dazu, dass die British Army das Gelände 1950 für eine Sicherheitseinrichtung während des Nordirlandkonfliktes übernahm, anschließend übernahm es die Polizei und erst im August 2007 wurde es wieder an die Stadtverwaltung zurückgegeben.
2003 wurde die Burg teilweise ausgegraben. Später, im Oktober 2007, wurden von der Archäologieshow Time Team von Channel 4 erneut Ausgrabungen durchgeführt, wobei ein Teil des Burggrabens und der Mauern der Burg entdeckt wurden.